# Антоније Богићевић (генерал)
Антоније Богићевић (Шабац, 7. март 1836 — Београд, 29. септембар 1916) био је српски генерал и министар војни.

## Школовање
Антоније Богићевић рођен је 7. марта 1836. у Шапцу.
Деда му је био Анта Богићевић, чувени јадарски војвода за време Првог српског устанка. Његов отац Милош Богићевић био је један од главних вођа Катанске буне 1844, па је због тога био осуђен на смрт. Антонијева тетка Томанија Обреновић била је супруга Јеврема Обреновића, па је Антоније био у родбинским везама са Обреновићима. Антоније Богићевић је основну школу завршио у Шапцу, а гимназију је похађао у Шапцу и Београду. Годину дана школовао се на Лицеју у Београду. Од 1857. до 1858. био је у гардијској артиљеријској регименти. Није похађао војну школу у Србији. Послали су га 1858. као државног питомца на школовање у Берлину, где је од 1858. до 1861. похађао Артиљеријско-инжињеријску школу.

## Војна каријера до чина пуковника
Након повратка из Пруске постављен је 1861. за командира београдске народне батерије. Унапређен је 1862. у поручника. Постављен је 1863. за командира батерије стајаће војске. Био је ађутант кнеза Михаила од јуна 1863. до октобра 1865. Након тога био је поново једно време командир батерије стајаће војске, да би 1866. био вршилац дужности команданта артиљеријске бригаде, а 1867. вратио се на дужност кнежева ађутанта. Од 1870. до 1871. за време Француско-прускога рата упућен је заједно са Милојком Лешјанином у пруски ратни стан да посматра опсаду Меца и Стразбура. Унапређен је 1872. у мајора. Постао је 1873. командант артиљеријске бригаде стајаће војске. Био је 1874. један од пратилаца кнеза Милана Обреновића на његовом путу у Цариград. Унапређен је септембра 1875. за потпуковника и одмах је постављен за команданта артиљеријског пука и за начелника артиљерије Западноморавске дивизије. Постављен је марта 1876. за инспектора артиљерије и за почасног кнежевога ађутанта. Јуна 1876. постављен је за команданта Дринске артиљеријске бригаде и начелника ариљерије Дринског кора. Од маја 1877. био је командант Тимочке артиљеријске бригаде и начелник артиљерије Тимочког кора.. Постављен је у августу 1877. за вршиоца дужности команданта Тимочкога кора. Вратио се октобра 1878. на дужност команданта артиљеријске бригаде стајаће војске. Унапређен је 1878. у пуковника.

## Генерал
Био је 1879. најпре вршилац дужности председника, а 1880. председник артиљеријског комитета. На месту вршиоца дужности команданта Београда био је од 1881. до 1883, када је постао референт артиљерије команде активне војске. Од октобра 1883. био је командант Тимочке дивизијске области, све до фебруара 1885, када је поново постао председник артиљеријског комитета. У начелника артиљерије штаба Врховне команде постављен је новембра 1885. Поново је био председник артиљеријског комитета, а од 1887. поново је био инспектор артиљерије. Унапређен је марта 1887. у чин генерала.

## Министар одбране
Био ожењен ћерком Хаџи-Томе. Хаџитомићи су били зетови београдског трговца Хаџи-Томе, а то су били: Јован Ристић, Радивоје Милојковић, Филип Христић и Антоније Богићевић. Био је вршилац дужности министра одбране у влади Јована Ристића од 17. јула до 31. децембра 1887. Од 1890. до августа 1892. био је командант Дунавске дивизијске области. Након смрти трећег намесника Косте Протића, преостала два намесника Јован Ристић и Јован Белимарковић се нису могли сложити кога да изаберу за трећег намесника. Јован Ристић се највише залагао за свога пашенога Богићевића, а Белимарковић за Авакумовића. Богићевић је постао министар одбране у влади Јована Авакумовића од 21. августа 1892. до краљевога априлског државног удара 13. априла 1893. Пензионисан је месец дана након државног удара маја 1893. Цела Авакумовићева влада била је оптужена након силаска са власти. Богићевић је оптужен да је повредио изборни закон, јер је на молбу Стојана Рибарца слао војску уочи и на дан избора у нека изборна места. Поред тога Богићевић је забранио радницима војно-техничког завода у Крагујевцу учешће на општинским изборима, претећи им у супротном отпуштањем. Реактивиран је марта 1894, па је најпре постављен за члана, а касније и за председника Државнога савета. На месту председника Државнога савета био је до 1903.